# Rudolf Baxmann
Rudolf Baxmann (eigentlich Ernst Valentin Rudolf Baxmann; * 22. Februar 1832 in Stendal; † 2. Juli 1869 in Bonn) war ein evangelischer Theologe und Autor.

## Leben
Baxmann wurde als Sohn eines Kaufmanns geboren. Er studierte, nach dem Besuch des Gymnasiums seiner Heimatstadt, in Berlin Theologie und Philosophie. Dabei beschäftigte er sich mit den Werken von Friedrich Daniel Ernst Schleiermacher und Georg Wilhelm Friedrich Hegel sowie mit den Kritischen Werken von Ferdinand Christian Baur. Er wurde nach seinem Studium für zwei Jahre Hauslehrer in Thüringen und ging 1855 an das Predigerseminar in Wittenberg, wo er 1857 Pfarrer wurde.
In Wittenberg wurde er wesentlich von Karl Immanuel Nitzsch und Heinrich Eduard Schmieder beeinflusst. 1861 ging er als stellvertretender Gesandtschaftsprediger nach Lissabon und wurde 1862 Privatdozent, Inspektor des evangelischen Stifts und Religionslehrer am Gymnasium in Bonn. Kurz vor seinem Tode wurde ihm 1869 der akademischen Doktorgrad der Theologie von der Universität Göttingen verliehen.

## Werke
- Phil. Melanchthonis epistulae tres. Wittenberg 1860
- Schleimachers Anfänge im Schriftstellern. Eine historische Skizze. Bonn 1864
- Über die Grenzen protestantischer Lehrfreiheit auf Kanzel u. Katheder. Bonn 1865;
- F. Schleiermacher. Sein Leben u. Wirken. Elberfeld 1868; (mehrere Auflagen)
- Die Politik der Päpste Gregor I bis Gregor VII. 2 Bände Elberfeld 1868/69 (vergleiche dazu Hermann Reuter in: Theologische Studien und Kritiken 1871, Seite 184)

Zudem hat er mehrere Einzelartikel verfasst. Siehe dazu ADB.